# 英雄教室
《英雄教室》是由日本作家新木伸所著的輕小說系列，森澤晴行擔綱插畫，經集英社旗下Dash X文庫出版，至今出版共14卷。截至2021年9月，系列累積發行超過140萬本。改編電視動畫於2023年7月9日播映。

## 角色列表
以下聲優按廣播劇CD／電視動畫次序排列，僅有一項則為電視動畫的聲優。
布雷德（聲：島崎信長／川島零士）
打倒魔王，為世界帶來和平的“前勇者”。為了完成享受“普通人”生活的夢想，轉入培養英雄的名校“羅茲武德學園”。
過去與魔王一對一的戰鬥，雖然最終戰勝了對方，但自己也受到了重創，作為勇者的力量大大減弱，半邊白髮亦是當時留下的後遺症。不過曾為勇者的他在各方面都依舊超乎常人，其原本的實力水平也和一般學生不在一個次元，所作所為在他人眼中都是荒唐、離譜、莽撞、不自然至極，依舊保持著我行我素的性格。喜歡品嘗學校餐廳的炸豬排咖喱飯。
阿妮斯特·弗萊明（聲：小松未可子／山田美鈴）
作為羅茲武德學園的“女帝”，為其他學生所畏懼。名門弗萊明家族之女，文武雙全的超級資優生。紀律嚴明、秩序井然。火焰魔劍〈亞斯蒙帝斯〉的擁有者，卻難以控制它。頭髮也因為魔劍的侵蝕由黑色變成紅色，後來在布雷德的幫助下成功收服。后开始喜欢上布雷德但死不承认，並將像怒火一樣紮起來的頭髮放下，開始變得平易近人。過去從未吃過甜點，嘗試之後就欲罷不能。与布雷德的关系是“女朋友”（仅是朋友关系而不是恋人关系）。
蘇菲亞·費陀／蘇菲（聲：山村響／東山奈央）
在羅茲武德學園中，她被高度評價為繼阿妮斯特之後的第二美人。大多數學生都喜歡劍術，但她仍然堅持徒手武術。由於缺乏情感上的起伏，很少與他人交流或自發行動。真實身份是一個秘密組織進行的“人工勇者計劃”實驗體的第十二個克隆體。可以使用引發奇蹟的「勇者力」10秒鐘。身上寄宿著五位姐妹。与布雷德的关系是“母亲”（意指布雷德的倾诉对象，并且会安抚失意的布雷德）。
庫夫林／庫（聲：久野美咲／木野日菜）
入侵羅茲武德學園，被布雷德一擊打敗後立即“人化”的幼龍，產生了“印痕效應”而將對方當做父親。她變成了一個外表可愛的女孩，並在學校定居下來。生來未曾碰到過比自己強大的人，絕對不會認可比自己弱的人來當自己的朋友。与布雷德的关系是“爱女”（库夫林单方面将布雷德当做父亲，不过布雷德也非常在意这种关系）。
瑪麗亞／魔（聲：布萊德庫特·莎拉·惠美）
平時是個安靜的“冒失女”，但實際上是擁有魔王父親和人類母親血統的“夜魔族”，擁有身為魔王之女的強大魔力，但自身卻無法掌控而暴走，後被布雷德制服；魔為瑪麗亞的另一種性格，當她摘下眼鏡並解開辮子時就會出現，身體會長出夜魔族特有的蝙蝠翅膀和犄角，額頭也會顯現出“魔王紋”。与布雷德的关系是“妹妹”，魔自稱是布雷德的「情人」。
伊歐娜（聲：內田彩）
負責管理安全，被稱為守護王立禁書圖書館的“守護者”。是由管理警備的母親電腦製作的單位之一。因為布雷德一再闖入圖書館，被電腦認定為敵人而派遣守護者抹殺他。為了達成抹殺的目的，甚至變化成女性誘使他掉以輕心。自布雷德幫助其脫離自爆的命運以來，就一直叫他為主人並親近著。与布雷德的关系是“女僕”。
克蕾兒（聲：幸村惠理）
就讀羅茲武德學園的女學生。布雷德除了戰鬥以外什麼都不懂，但她經常給予建議和協助。同時教導出身名門、有些脫離現實的阿妮斯特適應「普通人」的生活。特技是“恢復”，只要還剩一口氣就連瀕死的重傷也能恢復原樣。有著和外表相反的怪力，武器是晨星。
耶希卡（聲：內山夕實／白石晴香）
克蕾兒最好的朋友，也是羅茲武德學園的女學生。立志成為一名專門從事間諜活動的情報人員，擁有一把名為鐵扇的特殊武器。目前正在努力從下層階級晉升到上層階級。性格開朗、大膽，與布雷德和阿妮斯特結為好友。
庫雷（聲：內田修一）
與克蕾兒、耶希卡一起升入高級班的男學生。真名是克雷德，專攻劍術。喜歡耶希卡，但還沒有勇氣告白。
加西姆（聲：大野智敬）
羅茲武德學園低年級的男學生，庫雷最好的朋友。擅長用刀攻擊。喜歡克蕾兒，但還沒有勇氣告白。
雷納多（聲：高塚智人）
羅茲武德學園高級班的學生，武器是鑽矛。雖然他對阿妮斯特懷有浪漫的感情，卻受到不公平對待。
伊莉莎・麥斯威爾（聲：小原好美）
羅茲武德學園的學生，天才科學家。學生們依靠她來解開各種謎團。
國王（吉爾伽美什）（聲：三宅健太／小山力也）
將布雷德送到羅茲武德學園的人物。他也是學院的校長。
亞斯蒙帝斯（聲：稻田徹）
居住在弗萊明家族世代相傳的魔劍之中的火焰惡魔。
魔王（聲：置鮎龍太郎）
讓全世界人民都感到恐懼，並且擁有強大力量的存在。被布雷德擊敗，染紅世間的邪惡計劃也以失敗告終。然而布雷德卻付出失去勇者力量的代價。
賽蓮（聲：生天目仁美）
吉爾伽美什國王的助手。他們關係親密，稱國王為“吉爾”。她和國王一起守護著布雷德的學校生活。
女醫（聲：儀武祐子）
羅茲武德學園的醫生。知道布雷德的能力衰退，每天都會幫他進行體檢。交代布雷德不能使出全盛時期30％的力量，否則就會有生命危險。
迪奧妮（聲：石上靜香）
人馬族的女性，率領最強騎兵團的將軍。駝著布雷德幫助大陸的四大靈鳥之一“西牟鳥”的蛋拿去塔頂平安孵化。
露娜莉亞·修坦貝爾克
阿妮斯特最大的對手。完美運用冰之魔劍的天才。因交流比賽來到了羅茲武德學園，並接受了布雷德那「超生物性的特訓」。比賽中和阿妮斯特打了個平手，但轉學過來並提出自己要和布雷德結婚。

## 迴響
截至2018年1月，系列累積發行超過55萬本。截至2021年9月，系列累積發行超過140萬本。

## 出版書籍

### 輕小說
| 卷數 | 集英社        | 集英社                                                  | 東立出版社     | 東立出版社             |
| 卷數 | 發售日期      | ISBN                                                    | 發售日期       | ISBN                   |
| ---- | ------------- | ------------------------------------------------------- | -------------- | ---------------------- |
| 1    | 2015年1月23日 | ISBN 978-4-08-631022-2                                  | 2015年10月14日 | ISBN 978-986-462-267-2 |
| 2    | 2015年5月22日 | ISBN 978-4-08-631045-1                                  | 2016年2月5日   | ISBN 978-986-462-964-0 |
| 3    | 2015年9月25日 | ISBN 978-4-08-631069-7                                  | 2016年5月19日  | ISBN 978-986-470-322-7 |
| 4    | 2016年1月22日 | ISBN 978-4-08-631095-6                                  | 2016年8月8日   | ISBN 978-986-470-722-5 |
| 5    | 2016年5月25日 | ISBN 978-4-08-631113-7                                  | 2016年11月3日  | ISBN 978-986-482-204-1 |
| 6    | 2016年9月21日 | ISBN 978-4-08-631138-0 ISBN 978-4-08-631121-2（特裝版） | 2017年4月27日  | ISBN 978-986-486-077-7 |
| 7    | 2017年1月25日 | ISBN 978-4-08-631166-3 ISBN 978-4-08-631153-3（限定版） | 2017年7月24日  | ISBN 978-986-486-471-3 |
| 8    | 2017年5月25日 | ISBN 978-4-08-631185-4                                  | 2017年11月2日  | ISBN 978-957-965-215-5 |
| 9    | 2017年9月22日 | ISBN 978-4-08-631203-5                                  | 2018年12月13日 | ISBN 978-957-260-738-1 |
| 10   | 2018年1月25日 | ISBN 978-4-08-631223-3                                  | 2022年3月7日   | ISBN 978-957-265-032-5 |
| 11   | 2018年7月25日 | ISBN 978-4-08-631250-9                                  | 2023年8月21日  | ISBN 978-626-347-842-8 |
| 12   | 2021年9月24日 | ISBN 978-4-08-631432-9                                  |                |                        |
| 13   | 2022年7月22日 | ISBN 978-4-08-631479-4                                  |                |                        |
| 14   | 2023年6月23日 | ISBN 978-4-08-631510-4                                  |                |                        |

### 漫畫
英雄教室－炎之女帝－
| 卷數 | 集英社        | 集英社                 | 東立出版社   | 東立出版社             |
| 卷數 | 發售日期      | ISBN                   | 發售日期     | ISBN                   |
| ---- | ------------- | ---------------------- | ------------ | ---------------------- |
| 1    | 2015年9月18日 | ISBN 978-4-08-890299-9 | 2018年9月7日 | ISBN 978-957-9652-61-2 |

英雄教室
| 卷數 | 史克威爾艾尼克斯 | 史克威爾艾尼克斯       |
| 卷數 | 發售日期         | ISBN                   |
| ---- | ---------------- | ---------------------- |
| 1    | 2017年1月25日    | ISBN 978-4-7575-5229-6 |
| 2    | 2017年7月22日    | ISBN 978-4-7575-5406-1 |
| 3    | 2018年1月22日    | ISBN 978-4-7575-5585-3 |
| 4    | 2018年5月22日    | ISBN 978-4-7575-5717-8 |
| 5    | 2018年11月22日   | ISBN 978-4-7575-5909-7 |
| 6    | 2019年3月22日    | ISBN 978-4-7575-6050-5 |
| 7    | 2019年9月12日    | ISBN 978-4-7575-6283-7 |
| 8    | 2020年2月12日    | ISBN 978-4-7575-6496-1 |
| 9    | 2020年6月12日    | ISBN 978-4-7575-6678-1 |
| 10   | 2020年10月12日   | ISBN 978-4-7575-6893-8 |
| 11   | 2021年2月12日    | ISBN 978-4-7575-7087-0 |
| 12   | 2021年6月11日    | ISBN 978-4-7575-7314-7 |
| 13   | 2021年10月12日   | ISBN 978-4-7575-7524-0 |
| 14   | 2022年3月11日    | ISBN 978-4-7575-7805-0 |
| 15   | 2022年8月10日    | ISBN 978-4-7575-8073-2 |
| 16   | 2023年6月12日    | ISBN 978-4-7575-8607-9 |
| 17   | 2023年7月12日    | ISBN 978-4-7575-8657-4 |
| 18   | 2023年9月12日    | ISBN 978-4-7575-8783-0 |
| 19   | 2024年4月12日    | ISBN 978-4-7575-9147-9 |
| 20   | 2024年10月10日   | ISBN 978-4-7575-9466-1 |
| 21   | 2025年5月12日    | ISBN 978-4-7575-9845-4 |

| 卷數 | 史克威爾艾尼克斯 | 史克威爾艾尼克斯       |
| 卷數 | 發售日期         | ISBN                   |
| ---- | ---------------- | ---------------------- |
| 1    | 2018年5月22日    | ISBN 978-4-7575-5718-5 |
| 2    | 2019年3月22日    | ISBN 978-4-7575-5910-3 |

| 卷數 | 集英社         | 集英社                 |
| 卷數 | 發售日期       | ISBN                   |
| ---- | -------------- | ---------------------- |
| 1    | 2019年1月18日  | ISBN 978-4-08-891150-2 |
| 2    | 2020年12月18日 | ISBN 978-4-08-891809-9 |

## 電視動畫
2021年9月24日（第12卷發售日），宣佈正在進行改編電視動畫的企劃。2022年7月20日，宣佈電視動畫將於2023年首播。

### 製作人員
- 原作：新木伸
- 原作插畫：森澤晴行
- 導演：川口敬一郎
- 系列構成：ハヤシナオキ
- 人物設定：川村幸祐
- 動畫製作：Actas[13]

### 主題曲
片頭曲《Bravery? Naturally?》（第2～4、6～7、9～11話）
作詞：RUCCA，作曲、編曲：光増ハジメ，主唱：樋口楓
第1、5話用作片尾曲，第8話用作插曲
片尾曲《Another Self》（第2～4、6～12話）
作詞：結城愛良，作曲：久保田真悟、栗原曉、前田佑，編曲：久保田真悟、前田佑，主唱：熊田茜音

### 各話列表
| 話數   | 日文標題 | 中文標題               | 劇本         | 分鏡              | 演出              | 作畫監督 | 總作畫監督  | 首播日期       |
| ------ | -------- | ---------------------- | ------------ | ----------------- | ----------------- | --- | ----------- | -------------- |
| 第1話  |          | 阿妮斯特               | ハヤシナオキ | 川口敬一郎        | 川口敬一郎        | 北條真純 | 川村幸祐    | 2023年 7月9日  |
| 第2話  |          | 蘇菲                   | ハヤシナオキ | 中野英明          | 中野英明          | 村上直樹、渡邊健一 、𠮷田肇 飯飼一幸、服部憲知                                                                 | 川村幸祐    | 7月16日        |
| 第3話  |          | 庫夫林                 | ハヤシナオキ | 高田淳            | 臼井貴彦          | 田中克憲、篠原健二 北條真純、日根野優子 實原登、西尾公伯 伊藤岳史、 胡啓年、皮程越 盧雯琳、王晶 張禮珍、孫悦   | 川村幸祐    | 7月23日        |
| 第4話  |          | 羅茲武德學園的訓練     | ハヤシナオキ | 島津裕行          | 工藤寬顯          | | 川村幸祐    | 7月30日        |
| 第5話  |          | 魔王之女               | ハヤシナオキ | 川口敬一郎 高田淳 | 吉本雅一          | 、Triple A | 、 川村幸祐 | 8月6日         |
| 第6話  |          | 將軍與怪鳥             | ハヤシナオキ | 島津裕行          | 大久保亮 中野英明 | 石動仁、神田岳 後藤潤二、清水勝祐 、谢雨朦 王佳涵、鑫月                                                        | 川村幸祐    | 8月13日        |
| 第7話  |          | 羅茲武德學園的青春     | ハヤシナオキ | 中野英明          | 霜鳥孝介          | 高橋晃、遠藤香                                                                                                 | 川村幸祐    | 8月20日        |
| 第8話  |          | 人類未滿               | ハヤシナオキ | 臼井貴彥          | 臼井貴彥          | 田中克憲、北條真純 川口弘明、藤谷奈美 檜垣彰子、西尾公伯                                                       | 川村幸祐    | 8月27日        |
| 第9話  |          | 超生物討伐委員會       | ハヤシナオキ | 中野英明          | 嵯峨敏            | Zearth Sato、紺野美澄 山根葵、阿部可奈子 岩崎隼平、 白井英治、石田啟一 星月動畫、寧波麥冬映畫 鬼塚塵葬、萩原旭 | 川村幸祐    | 9月3日         |
| 第10話 |          | 去會會比我更厲害的食物 | ハヤシナオキ | 大平直樹          | 工藤寬顯          | 實原登、田中克憲 米田雄哉、石動仁 神田岳、 清水勝祐、毛 、Triple A ASTUDIO CAT                                 | 川村幸祐    | 9月10日        |
| 第11話 |          | 蘇菲系列 前篇          | ハヤシナオキ | 大平直樹          | 吉本雅一          | Triple A、米田雄哉 小島繪里                                                                                    | 、 川村幸祐 | 9月17日        |
| 第12話 |          | 蘇菲系列 後篇          | ハヤシナオキ | 川口敬一郎        | 中野英明          | 西尾公伯、北條真純 田中克憲、 實原登、服部憲知                                                                 | 川村幸祐    | 9月24日        |
| OVA1   |          | 真正的羅馬浴場         | ハヤシナオキ | 中野英明          | 吉本雅一          | 待公布 | 川村幸祐    | 2024年 1月26日 |
| OVA2   |          | 我們組樂團吧！         | ハヤシナオキ | 中野英明          | 中野英明          | 待公布 | 川村幸祐    | 2月28日        |
| OVA3   |          | 蘇菲的普通餐桌         | ハヤシナオキ | 中野英明          | 中野英明          | 待公布 | 川村幸祐    | 3月27日        |

### 藍光
| 卷數 | 發行日期      | 收錄話數           | 規格編號  |
| ---- | ------------- | ------------------ | --------- |
| 1    | 2024年1月26日 | 第1話—第4話＆OVA1  | BCXA-1772 |
| 2    | 2024年2月28日 | 第5話—第8話＆OVA2  | BCXA-1773 |
| 3    | 2024年3月27日 | 第9話—第12話＆OVA3 | BCXA-1774 |

### 播映平台
| 播映地區                                                   | 播映平台                           | 播映日期               | 播映時間              | 備註            |
| ---------------------------------------------------------- | ---------------------------------- | ---------------------- | --------------------- | --------------- |
| 香港、澳門、臺灣                                           | bilibili                           | 2023年7月9日－9月24日  | 星期日 23:30（UTC+8） | [ 14 ]          |
| 香港、澳門、臺灣                                           | Ani-One中文官方動畫頻道（YouTube） | 2023年7月30日－9月24日 | 星期日 23:30（UTC+8） | [ 15 ] [ 註 2 ] |
| 臺灣                                                       | 巴哈姆特動畫瘋                     | 2023年7月25日－9月24日 | 星期日 23:30（UTC+8） | [ 16 ] [ 註 3 ] |
| 臺灣                                                       | KKTV                               | 2023年7月25日－9月24日 | 星期日 23:30（UTC+8） | [ 16 ] [ 註 3 ] |
| 臺灣                                                       | Hami Video                         | 2023年7月25日－9月24日 | 星期日 23:30（UTC+8） | [ 16 ] [ 註 3 ] |
| 臺灣                                                       | 中華電信MOD                        | 2023年7月25日－9月24日 | 星期日 23:30（UTC+8） | [ 16 ] [ 註 3 ] |
| 臺灣                                                       | friDay影音                         | 2023年7月25日－9月24日 | 星期日 23:30（UTC+8） | [ 16 ] [ 註 3 ] |
| 臺灣                                                       | MyVideo                            | 2023年7月25日－9月24日 | 星期日 23:30（UTC+8） | [ 16 ] [ 註 3 ] |
| 臺灣                                                       | LINE TV                            | 2023年7月25日－9月24日 | 星期日 23:30（UTC+8） | [ 16 ] [ 註 3 ] |
| 臺灣                                                       | CATCHPLAY                          | 2023年7月25日－9月24日 | 星期日 23:30（UTC+8） | [ 16 ] [ 註 3 ] |
| 北美、中美洲、南美、歐洲、非洲、大洋洲、中東、獨聯體及印度 | Crunchyroll                        | 2023年7月9日－9月24日  | 星期日 07:30（UTC）   | [ 17 ]          |

## 外部連結
- 小說特設網站（日語）
- 漫畫官方網站（日語）
- 電視動畫官方網站（日語）
- 電視動畫的X（前Twitter）（日語）